# Hebius lacrima
Hebius lacrima — вид змій родини полозових (Colubridae). Ендемік Індії. Описаний у 2019 році.

## Поширення і екологія
Hebius lacrima відомі з типової місцевості, розташованої в околицях Басару в окрузі Західний Сіанг в штаті Аруначал-Прадеш у Північно-Східній Індії, на висоті 600 м над рівнем моря. Вони живуть на рисових полях.